# شووا، گونما
شووا، گونما (به لاتین: Shōwa, Gunma) یک منطقهٔ مسکونی در ژاپن است که در استان گونما واقع شده‌است. شووا ۶۴٫۱۴ کیلومتر مربع مساحت و ۷٬۲۲۹ نفر جمعیت دارد.